# Textsorte
Der Begriff Textsorte ist ein zentraler Begriff der Textlinguistik. Er beruht auf der Regelhaftigkeit von Merkmalen, die eine Klassifikation von Texten zu Textsorten ermöglichen.
Der Zuordnung können je nach Forschungsinteresse verschiedene Merkmale zugrunde liegen. In der Sprachwissenschaft bzw. Textlinguistik ist der Begriff „Textsorte“ nicht einheitlich definiert. Grundsätzlich kann die Textsorte jedoch als eine Gruppe (siehe Gattung) von Texten (schriftliche, wie auch mündliche) angesehen werden, die sich durch bestimmte Bündel von Merkmalen auszeichnen. Mit ähnlicher oder synonymer Bedeutung werden auch die Begriffe Textklasse, Textart, Texttyp, Textform oder Textmuster verwendet. In den letzten Jahren besteht allerdings der Konsens, die Begriffe Textsorte beziehungsweise Textklasse vorrangig auf empirisch vorfindliche Textformen zu beziehen (z. B. Kontaktanzeige), während mit Texttyp theoriebezogene Kategorien bzw. wissenschaftliche Klassifikationen bezeichnet werden (z. B. Kontakttext). Die Menge an Textsorten in einer Einzelsprache hängt von dem angewandten Klassifikationsschema ab.

## Textsortenforschung
Die Textsortenforschung verfolgt das Ziel, Texte anhand ihrer jeweils charakteristischen Merkmale einer Textsorte zuzuordnen und diese zu beschreiben. Dabei werden sowohl innere als auch äußere Faktoren der Texte analysiert: die Klassifizierung erfolgt nach Form und Gebrauch eines Textes. Mitunter können Unterschiede zwischen schriftlichen und mündlichen, Literatur- und Gebrauchstexten, wissenschaftlichen und nicht wissenschaftlichen Texten usw. erschlossen werden. Die Forschung stellt sich dabei auch der Problematik, ob Textsorten einer generellen Typologie von Texten unterliegen oder ob sie diese im Einzelfall erst schaffen.
Eine Zuordnung von Texten zu Textsorten vermittelt in der Sprach- und Literaturgeschichte Erkenntnisse über die Entstehung von Texten, ihre historischen Formen und ihre Entwicklung unter sich verändernden sprachlichen, sozialen u. a. Einflüssen. Ein weiteres Interesse der Textsortenforschung in Hinblick auf die Wissenssoziologie ist die Verknüpfung von Textsorten mit Medien und Kommunikationsmitteln sowie deren Verwendung und Verbreitung. Nicht zuletzt prägt die Wahl der jeweiligen Textsorte auch die Art und Weise sowie unter Umständen gar den Erfolg eines spezifischen Informationstransfers (Medienadäquatheit).
Allgemein kann zwischen textinternen und textexternen Kriterien zur Textsortenbestimmung unterschieden werden:
Die textinternen Kriterien sind an die Text-Oberfläche und an die Text-Tiefenstruktur gebunden. An die Text-Oberfläche gebundene Kriterien sind beispielsweise lautlich-paraverbaler bzw. graphischer Natur (im schriftsprachlichen Bereich wird z. B. zwischen Handschrift, Maschinenschrift und Druck unterschieden), der Wortschatz und das Satzbaumuster (so ist es unwahrscheinlich, in Liebesbriefen geballte Nominalkonstruktionen und gehäufte Partizipialgefüge vorzufinden). An die Text-Tiefenstruktur gebundene Kriterien sind unter anderem das Thema (deutlich sichtbar an der Benennung vieler Textsorten z. B. „Kochrezept“, „Gebrauchsanweisung“), die Themenbindung und der Themenverlauf (z. B. wird bei einem Vortrag meist ein einziges Thema durchgehalten, beim Privatbrief variiert es oft).
Die textexternen Kriterien sind an den Kommunikationszusammenhang gebunden. Dazu gehören hauptsächlich die Textfunktion (z. B. „Urteil vs. Gesuch“), das Trägermedium (z. B. „Brief vs. Telefonanruf“) und die Kommunikationssituation, in die ein Text eingebettet ist (bestimmt durch Faktoren wie Zeit, Ort, Umstände und soziales Umfeld).

## Alltägliche Klassifikation von Textsorten
Eine intuitive Klassifizierung fällt Sprechern einer Sprachgemeinschaft für verbreitete Textsorten meist leicht, d. h. die meisten Sprecher besitzen Textsortenkompetenz (auch „Textsortenwissen“ genannt). Das Textsortenwissen ist eine in der alltäglichen sprachlichen Tätigkeit erworbene Fähigkeit, Texte im Kontext der Situationen und Institutionen zu produzieren und zu verstehen. Beleg dafür ist, dass Sprecher in der Lage sind, einen und denselben Textinhalt in unterschiedlichen Kommunikationsbereichen wiederholt zu produzieren, ohne die gleiche Syntax und denselben Wortschatz zu nutzen. So kann z. B. ein schriftlicher Nachrichtentext in Form eines persönlichen Gesprächs bzw. einer Erzählung wiedergegeben werden oder ein Interview als zusammengefasster Zeitungsbeitrag erscheinen. Darüber hinaus haben Sprecher offenbar auch im Alltag erworbene Fähigkeit, in Texten klassifikatorische Fehler zu erkennen und auch einen Textsortenwechsel festzustellen bzw. zu signalisieren.
Sprecher erwerben in ihrem Sozialisationsprozess ein Wissen darüber, welche Inhalte bzw. Themen und welche Funktionen bzw. Handlungsziele mit der einen oder anderen Textsorte zu verbinden sind. Man erwartet z. B. den Ausdruck von persönlich Erlebtem oder von Emotionen in einem persönlichen Brief, jedoch nicht in einer Patentschrift. Das heißt, die Fähigkeit, Texte zuzuordnen besteht, ohne dass in diesen Texten ein Wortschatzelement als Präsignal stehen muss, das anzeigt, um welche Klasse es sich handelt.
Andererseits gibt es für verschiedene Klassen charakteristische Signale (typische Äußerungen oder Organisationsprinzipien), die eine klassenindifizierende Funktion haben können. Zu den typischen Äußerungen gehören oft charakteristische texteinleitende oder -schließende Strukturen wie „Es war einmal …“ (Märchen), „Sehr geehrte/r Herr/Frau …“ und „Mit freundlichen Grüßen …“ (Briefe), „Im Namen des Volkes …“ (Gerichtsurteile) usw. Unter charakteristischen Textorganisationsprinzipien werden beispielsweise Versstrukturen (in Dichtungen) oder offene Stellen zum Ausfüllen (in Formularen) gemeint.
Globale Textstrukturen und Textschemata sind zugleich Ergebnis und Voraussetzung für die sprachliche Tätigkeit einer menschlichen Gemeinschaft. Diese verändern sich im Laufe der Zeit mit sich ändernden Interaktionsbedingungen, Kommunikationsbedürfnissen und -aufgaben. Das folgende Beispiel (Textsorte: Kochrezepte) zeigt, wie der Imperativmodus im Frühneuhochdeutschen in der Neuzeit durch Passivkonstruktionen und sogar durch modale Infinitive ersetzt wird. Dabei zeigt sich auch die Tendenz zur Erhöhung von Informationsgenauigkeit und -dichte.
„Eine klůge spise. Diz ist ein klůge spise. ein hirn sol man nehmen vnd mel vnd epfele vnd eyer vnd menge daz mit wůrtzen vnd striche es an einen spiz vnd bratez schone vnd gibz hin. daz heizzet hirne gebraten, daz selbe tůt man einer lunge, die da gesoten ist.“
Übersetzung: „Eine feine Speise. Dies ist eine feine Speise: Man nehme ein Gehirn, Mehl, Äpfel und Eier. Dies vermische man mit Gewürzen, stecke es an einen Spieß, brate es gut und reiche es. Dies nennt man >gebratenes Gehirn<. So kann man auch mit einer gekochten Lunge verfahren.“
„Bohnensuppe mit Speck. Man kocht ein Stück Speck in Wasser weich und seiht die Brühe durch. Dann werden Bohnen weichgekocht, abgegossen, die Hälfte durchgesiebt, die Specksauce daraufgeschüttet und mit Einbrenn flaumig abgetrieben. Dann schüttet man die nicht durchgeschlagenen Bohnen dazu, läßt dies ¼ Stunde lang kochen und schüttet die Speckstücke hinein.“
„Bulgarisches Reisfleisch. Zutaten: 400 g Fleisch, 250 g Reis, 1L Fleischbrühe, 4 Tomaten, 4 Zwiebeln, 2 Paprikaschoten, 2 Eßl. Tomatenmark, 2 Knoblauchzehen, ¼ Teel. Pfeffer, 2 Teel. süßen Paprika, 1 Eßl. Öl, 1 Eßl. Salz. Zubereitung: Das Fleisch wird in kleine Stücke zerschnitten und 10 Min. lang in Öl angebraten. Gewürze, Tomatenmark und heiße Brühe hinzufügen, aufkochen und zugedeckt garen lassen. Die entkernten Paprikaschoten in Streifen schneiden, Zwiebeln schälen und vierteln. Tomaten enthäuten und vierteln. Dann Reis, Paprikaschoten und Zwiebeln daruntermischen und alles garen lassen. Die Tomaten in den letzten fünf Minuten der Zubereitung hinzufügen. Zum Schluß abschmecken. Zu diesem Gericht eignen sich gut als Beigabe Mischbrot und ein Gläschen Rotwein. Pro Portion 2.938 kJ (= 701 kcal).“
Einem Sprecher intuitiv erschließbare bzw. bekannte Textsorten sind im Sprachgebrauch empirisch vorfindlich, meist verbreitet und werden „traditionelle Textsorten“ genannt.

## Sprachwissenschaftliche Klassifikation von Textsorten
Die sprachwissenschaftliche Suche nach Klassifikationsschemata zur Erkennung oder Gliederung von Textsorten kann sich an vier möglichen methodischen Ansätzen orientieren:

### Übersicht der Methoden einer Textsortenklassifikation
- a. Man geht von den traditionellen Textsorten aus und versucht, die charakteristischen Merkmale einer jeden Textsorte zu bestimmen.
- b. Man entwickelt zunächst eine Texttheorie und prüft dann, ob sich daraus eine brauchbare Texttypologie ergibt.
- c. Bei der Ausarbeitung einer Texttheorie wird deren Anwendung auf eine Texttypologie derart angestrebt, dass die traditionellen Textsorten definierbar werden.
- d. Man entwickelt eine Texttypologie im Rahmen einer Texttheorie und unabhängig von den traditionellen Textsorten.

### Wege zu einer Texttypologie
Die alltägliche Klassifikation der Texte erfolgte de facto lange bevor sich die Linguistik mit Typologisierungsfragen befasste. So werden z. B. die literarischen Gattungen und Genres in „Roman“, „Erzählung“, „Novelle“, „Sonett“, „Gedicht“ usw. klassifiziert, die unterschiedlichen Gesetzestexte in „Verfassung“, „Verordnung“, „Anordnung“, „Durchführungsbestimmung“, „Eingabe“, „Gerichtsurteil“, „Anklageschrift“ usw., pädagogische Texte in „Lehrtexte“ und „Übungstexte“ usw. All diese können als Textsorten verstanden werden, da sie eben spezifische Texttypen mit ihren charakteristischen Eigenschaften sind. Demzufolge kann als Textsorte jedes mit Lexikonzeichen belegte Wort erfasst werden, das in seiner Bedeutung der Definition des allgemeinen Textbegriffes zumindest partiell entspricht. Einer der Wege zu einer linguistischen Typologisierung von Texten besteht demnach darin, immer mehr empirisch vorfindliche Textsorten zu analysieren und deren Ergebnisse zu generalisieren. Das Ziel ist dabei, eine Taxonomie der Textsorten und eine Theorie der Textkomposition induktiv zu erreichen. Spezielle Untersuchungen betrafen solche Textsorten wie „Erzähltexte“, „Witze“, „Briefsorten“, „Interviews“, „Appelle und Aufrufe“, „Wegeauskünfte“, „Verkaufsgespräche“, „Problemdarstellungen in der Therapiesituation“ usw. Für eine linguistische Klassifikation von Texten bereitete jedoch die starke Heterogenität der Texte ein schwieriges Problem – bei weitem nicht alle Textsorten einer Sprachgemeinschaft konnten widerspruchsfrei klassifiziert werden. Eine Theorie der Textkomposition, welche die globalen Strukturen und Organisationsprinzipien von Texten beschreiben und erklären könnte, ließ sich bis heute aus diesem Ansatz nicht entwickeln und bleibt für einige Linguisten nach wie vor ein Desiderat.
Ein anderer Weg zu einer linguistischen Typologisierung von Texten liegt in der Annahme, dass eine Typologie automatisch bzw. (deduktiv) erreicht wird, sobald die Texttheorie in der Lage ist, die komplexen Struktur- und Funktionszusammenhänge von Texten aufzudecken. Dies erwies sich als eine methodologische Fehleinschätzung, denn diese Annahme führte dazu, dass die textlinguistische Forschung die typologischen Fragen sehr lange vernachlässigte oder bewusst ausschloss. Erst seit Ende der 1960er Jahre entwickelten sich in der Textlinguistik verschiedene Textsortenklassifikationen. Die textanalytische Linguistik reflektiert die dominierenden linguistischen Auffassungen der Epoche, in der sie entstanden sind, welche in den folgenden Textsortenmodellen ihren Ausdruck finden.

### Grammatisch-strukturalistische Modelle

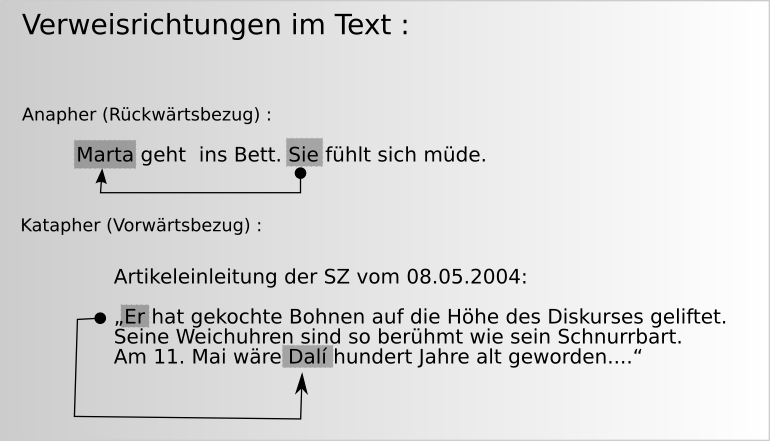
Grammatisch-strukturalistische Textanalyse: Nomen und Pronomen verweisen auf denselben Referenten und verbinden so die Sätze zu einem Text

Die Klassifikationsmodelle der 1970er Jahre beruhten auf Kriterien der Text-Oberfläche und textinterner Strukturen. Dazu gehören typographische Merkmale, der Wortschatz und das Satzbaumuster (z. B. Nominalstil vs. Verbalstil). Dabei wird eine Textsorte bzw. Textklasse als eine grammatische Struktur angesehen (Textgrammatische Modelle). Da sich diese Modelle ausschließlich auf sprachinterne Eigenschaften und ihre Relationen untereinander konzentrierten, wurden sie wegen Beschränktheit kritisiert. Namhafte Vertreter sind Roland Harweg oder Harald Weinrich.

### Thema-Modelle
Thema-Modelle klassifizieren Texte zu Textsorten ebenfalls anhand textinterner Strukturen. In diesen Modellen werden besonders die Bedeutungszusammenhänge und ihre Relationen in Texten berücksichtigt. An die Text-Tiefenstruktur gebundene Kriterien betreffen das Textthema, die Themenbindung und den Themenverlauf.

### Komponentialitätsthese / Kommunikationskomponententheorie
Demnach werden sprachliche Entitäten aus elementaren, diskreten Bausteinen konstruiert. Phonologie und Semantik waren mit dieser Methode eine lange Zeit sehr erfolgreich. Dieser Ansatz definiert eine Textsorte als eine Kombinatorik (Kombinationsprodukt) bzw. eine Komposition von Merkmalen. So versuchte z. B. Barbara Sandig (1972) eine Textsortendifferenzierung durch zwanzig distinktive Merkmale zu erreichen. Es offenbarten sich (wie auch bei der semantischen Komponentenanalyse) jedoch die Fragen, wie die einzelnen Merkmale (eine endliche Menge) zu gewinnen sind, welchen Status sie besitzen und welche linguistischen Eigenschaften sie abbilden. Strittig sind das Hierarchisierungsprinzip, das häufig bei dieser Methode angenommen wird und die heterogene Klassifizierungsbasis.

### Situations-Modelle
Nach der pragmatischen Wende in der Sprachwissenschaft in den 1970er Jahren verbreiteten sich zunehmend Modelle, die sich nicht nur auf die Texte selbst stützen, sondern auch die Kommunikationssituation in ihr Modell einbeziehen. Die Vertreter dieser Modelle berücksichtigen dabei unterschiedliche situative Aspekte wie den Handlungsbereich oder die Umgebungssituation (das sind situative Aspekte im engeren Sinn) und den Verwendungsbereich oder Kommunikationsbereich (das sind situative Aspekte im weiteren Sinn, da hier gesellschaftliche Strukturen berücksichtigt werden). Eine Textsorte bzw. Textklasse wird als Realisierung eines Kommunikationstyps angesehen, somit entspricht eine Texttaxonomie weitgehend einer Situationstypologie.

### Textsortenklassifikationen nach einem dominanten Kriterium und Eingrenzung des Geltungsanspruchs
Der Geltungsanspruch der bisher erwähnten Klassifikationen umfasste Texte aller Kommunikationsbereiche. Als offensichtlich wurde, dass die tatsächlichen Geltungsbereiche nur partiell sind, versuchten einige Linguisten den Geltungsanspruch ihrer Modelle plausibel einzuschränken. Von der Mitte der 1970er bis in die Mitte der 1980er Jahre wurden Textsortenklassifikationen nach einem dominanten (prominenten) Kriterium angewandt. Eine homogene Typologisierungsbasis wurde dadurch zumindest angestrebt. So ordnete Rolf Eigenwald Textsorten nach fünf globalen Tätigkeitsbereichen:
1. Textsorte: Zeitungstext (Textexemplare: Nachricht, Bericht, Leitartikel, Kommentar), vgl. Journalistische Darstellungsform.
2. Textsorte: Ökonomischer Text (Textexemplar: Wirtschaftsteil einer Zeitung).
3. Textsorte: Politischer Text (Textexemplare: politische Rede, Resolution, Flugblatt, Pamphlet, Wandspruch).
4. Textsorte: Juristischer Text (Textexemplare: Anwaltsbrief, Gesetzestext, Gerichtsurteil, Vertragstext).
5. Textsorte: Wissenschaftlicher Text (in verschiedenen Fachgebieten).

Bärbel Techtmeier begrenzte ihre Klassifizierung auf Gespräche und postulierte eine Gesprächstypologie nach institutionellen Gesichtspunkten:
1. Gespräche im ökonomischen Bereich.
2. Gespräche im Bildungswesen.
3. Gespräche im Justizwesen.
4. Gespräche in der Wissenschaft.
5. Gespräche in den Medien.
6. Gespräche im Rahmen gesellschaftlicher Organisationen.
7. Gespräche in der Familie usw.

Diese Ansätze wurden wegen Willkürlichkeit der Zuordnung der Textexemplare zu den globalen Kategorien und wegen zum Teil nur scheinbaren Homogenität der globalen Kriterien kritisiert.

### Funktionsmodelle
Funktionsmodelle stützen sich auf die kommunikative Funktion von Texten, d. h., sie gehen davon aus, dass Texte mit bestimmter Kommunikationsabsicht produziert werden. Textexterne Kriterien sind an den Kommunikationszusammenhang gebunden. Dazu gehören Textfunktion, Kommunikationskanal und Kommunikationssituation, in der ein Text entsteht. Für die Entstehung von Textsorten ist nach diesem Modell ihre zugrundeliegende Funktion (Verwendung und Zweck) entscheidend, anhand derer Texte als zu einer bestimmten Textsorte gehörig klassifiziert werden. Die Textfunktion wird also als dominantes Kriterium erachtet. Beispielsweise können alle Texte, deren Hauptfunktion das Vermitteln von Information ist, zur „informativen Textsorte“ zusammengefasst werden. Texte, die Anweisungen an den Leser sind, werden in einem Funktionsmodell der „direktiven Textsorte“ zugeordnet.

Ein Text auf einem Aufkleber, der verhindern soll, dass Werbung in den Briefkasten geworfen wird (direktive Textfunktion)
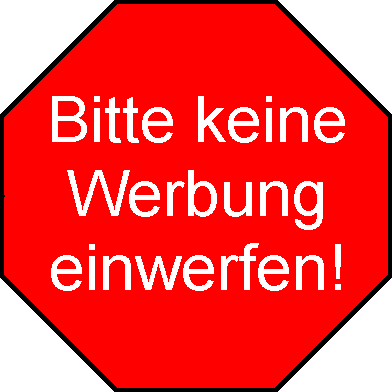
Ähnlicher Text, der das Einwerfen von Werbung verhindern soll. Die Formähnlichkeit mit einem Stoppschild verstärkt die direktive Funktion
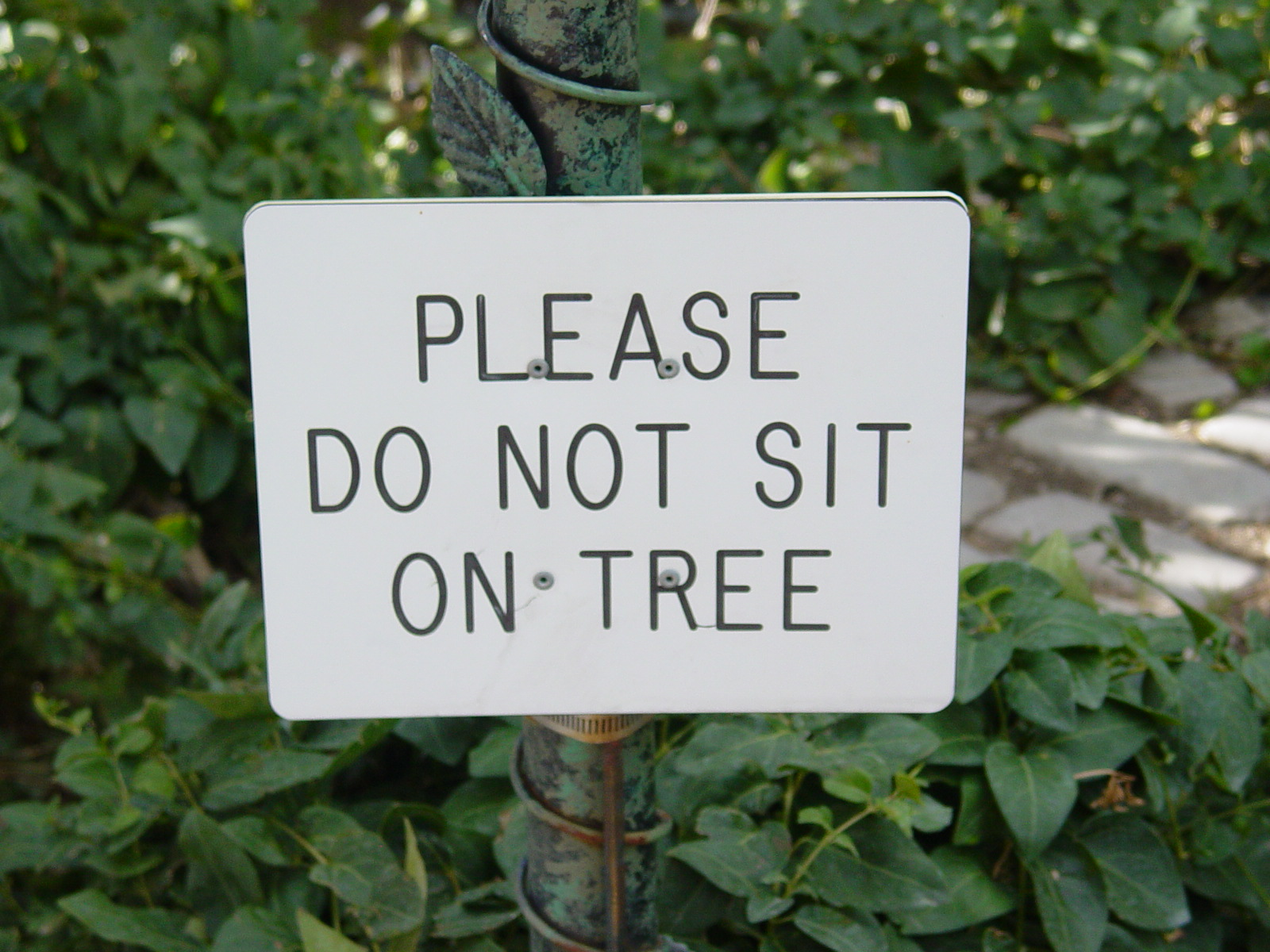
Ein Text, der das Sitzen auf einem Baum verhindern soll (direktive Funktion)

Als schwierig erweist sich jedoch eine plausible Definition des Begriffs „Textfunktion“. Laut einer Definition des Begriffes „Textfunktionen“ sind senderintentional bestimmte Instruktionen an den Empfänger eines Textes. Eine Textfunktion informiert also über den vom Sender erwünschten Verstehensmodus. Unter anderem wurde auch rein ästhetische Funktionalität als Textfunktion berücksichtigt (deren Kriterien seien „schön, spannend, fesselnd, aufregend, ergreifend, erschütternd, unterhaltsam, langweilig, banal usw.“).
Für die folgende Textsortenklassifikation sind offenbar die funktionalen Gesichtspunkte vorrangig:
- Belehrende (kognitive) Texte
  - Hier handelt sich u. a. um wissenschaftliche und populärwissenschaftliche Texte, Erläuterungen, Gegenüberstellung (= Erörterung), Stellungnahme (= dialektischer Besinnungsaufsatz), Begriffsbestimmungen und -erläuterungen, Protokolle.

- Regelnde (normative) Texte
  - Zu dieser Textsorte zählen u. a. Gesetzestexte, Garantieerklärungen, Technische Erläuterungen.

- Mitteilende (informative) Texte
  - Hierzu zählen u. a. Meldung, Nachricht, Kommentar (Mischform, die berichtet und eine Meinung äußert), Beschreibung, Bericht, Protokoll, Charakteristik, Erörterung (Mischform, die argumentiert und kommentiert).

- Auffordernde (appellative) Texte
  - Dazu zählen beispielsweise Werbetexte, politische Propaganda, Aufrufe, Annoncen, Einladungen und Handlungsanweisungen.

- Beschreibende (deskriptive) Texte
  - Texte, die einen Sachverhalt erläutern, z. B. Produktbeschreibungen in Technischer Dokumentation

- Unterhaltende (trivial-narrative) Texte
  - Hier handelt es sich sowohl um anspruchsvolle Romane, z. B. biographischen Inhalts, als auch um Trivialliteratur wie Frauen-, Heimat-, Arzt- und Kriminalromane, utopische Romane, Reisebeschreibungen, Erlebniserzählungen.

- Poetisch-deutende (ästhetisch-kreative) Texte
  - Dazu zählen Erzählende Texte (Epik), Szenische Texte (Dramatik), Gedichttexte (Lyrik).[2]

Im Rahmen funktionaler Textmodelle entstanden handlungsorientierte Texttypologien, die Textsorten mit Handlungssorten bzw. Handlungsmustern identifizierten. So schlug z. B. Ernst Ulrich Große eine Klassifikation nach kommunikativen Funktionen eines Textes vor, welche übrigens einen ungewöhnlich begrenzten Geltungsbereich hat (begrenzt auf alle schriftlichen Texte der Deutschen und Französischen Sprache):
1. Textklasse: normative Texte / Textfunktion: normative Funktion / Beispiele: Gesetze, Satzungen, Vertrag, Geburtsurkunde.
2. Textklasse: Kontakttexte / Textfunktion: Kontaktfunktion / Beispiele: Glückwunschschreiben, Kondolenzschreiben.
3. Textklasse: gruppenindizierende Texte / Textfunktion: gruppenindizierende Funktion / Beispiele: Texte der Gruppenlieder wie Marseillaise.
4. Textklasse: poetische Texte / Textfunktion: poetische Funktion / Gedicht, Roman, Komödie.
5. Textklasse: selbstdarstellende Texte / Textfunktion: selbstdarstellende Funktion / Tagebuch, Autobiographie.
6. Textklasse: auffordernde Texte / Textfunktion: Aufforderung / Warenwerbung, Parteiprogramme, Bittschrift, Gesuch.
7. Textklasse: sachinformierende Texte / Textfunktion: Informationstransfer / Nachricht, Wettervorhersage, wissenschaftlicher Text.
8. Übergangsklasse – zwei Funktionen dominieren gleichermaßen (z. B. Aufforderung und Informationstransfer).

### Neuansätze
Mit seiner „Übergangsklasse“ versuchte Große seinem Modell eine Flexibilität zu verleihen, wodurch eine zweifache Zuordnung eines Textes möglich wurde. In der Praxis lässt eine Vielzahl von Texten Mehrfachzuordnungen zu. Eine Typologie reicht dabei nicht aus. Die Fabel vom klugen Wolf und den neun dummen Wölfen kann beispielsweise als ein „mathematischer Lehrtext“, „erzählerischer Text“, „Ereignistext“, „fiktionaler Text“, „humoristischer Text“, „historischer Text“ und eben als ein „Fabeltext“ gleichermaßen erfolgreich klassifiziert werden. Der aktuelle Stand der Textlinguistik gestattet Mehrfachklassifikationen, wobei sowohl Spezifizierungen nach textinternen Merkmalen, als auch Orientierung auf Ziele der Interagierenden berücksichtigt wird. Die Erkenntnis, dass sich typische Textstrukturierungsmuster gesellschaftlicher Aufgabenstellungen und Bedürfnissen entsprechend ändern können, führte dazu, dass eine Texttypologie nicht als grundlegendes zeitloses Modell angesehen wird. Anstelle starrer Systematisierungsversuche gewinnen zunehmend flexible Klassifikationsansätze an Zuspruch.

### Mehrebenen-Modelle
Die Mehrebenen-Modelle berücksichtigen zur Klassifikation verschiedene Kriterien. Für Mehrebenen-Modelle sind folgende Prinzipien charakteristisch:
- Kompatibilität mit den Textsorten des Alltags: Ein Textsortenmodell soll nicht dem Alltagswissen über Textsorten widersprechen
- Multidimensionalität: Komponenten verschiedener Typisierungsebenen sind Basis der Klassifikation
- Flexibilität: Es werden keine eindeutigen Beziehungen von Textsorten untereinander angenommen

Die Grundlage der Mehrebenenklassifikation basiert in der Annahme, dass das Textmusterwissen durch multidimensionale Zuordnungen von prototypischen Repräsentationen auf unterschiedlichen Ebenen (Schichten) zustande kommt. Die Frage nach der Hierarchisierung (Wichtung) der Ebenen bleibt dabei offen.
Beispiel eines Mehrebenen-Modells:
- Ebene I. Funktionstypen
- Ebene II. Situationstypen
- Ebene III. Verfahrenstypen
- Ebene IV. Textstrukturierungen
- Ebene V. Prototypische Formulierungsmuster
- Ebene VI. Analytische Kohärenztypen